# Élections départementales de 2021 en Haute-Garonne
Les élections départementales en Haute-Garonne ont lieu les 20 et 27 juin 2021.

## Contexte départemental

### Assemblée départementale sortante
Avant les élections, le conseil départemental de la Haute-Garonne est présidé par Georges Méric (PS). 
Il comprend 54 conseillers départementaux issus des 27 cantons de la Haute-Garonne. 
| Président du conseil départemental   |       |       |      |                                     |
| Georges Méric (PS)                   |       |       |      |                                     |
| Parti                                | Sigle | Sigle | Élus | Groupes                             |
| Majorité (46 sièges)                 |       |       |      |                                     |
| Parti socialiste                     |       | PS    | 42   | Socialiste, radical et progressiste |
| Parti radical de gauche              |       | PRG   | 2    | Socialiste, radical et progressiste |
| Génération.s                         |       | G.s   | 1    | Socialiste, radical et progressiste |
| Divers gauche                        |       | DVG   | 1    | Socialiste, radical et progressiste |
| Opposition (8 sièges)                |       |       |      |                                     |
| Les Républicains                     |       | LR    | 4    | Ensemble pour la Haute-Garonne      |
| Union des démocrates et indépendants |       | UDI   | 2    | Ensemble pour la Haute-Garonne      |
| Mouvement démocrate                  |       | MoDem | 1    | Ensemble pour la Haute-Garonne      |
| Divers gauche                        |       | DVG   | 1    | Ensemble pour la Haute-Garonne      |

## Système électoral
Les élections ont lieu au scrutin majoritaire binominal à deux tours. Le système est paritaire : les candidatures sont présentées sous la forme d'un binôme composé d'une femme et d'un homme avec leurs suppléants (une femme et un homme également).
Pour être élu au premier tour, un binôme doit obtenir la majorité absolue des suffrages exprimés et un nombre de suffrages au moins égal à 25 % des électeurs inscrits. Si aucun binôme n'est élu au premier tour, seuls peuvent se présenter au second tour les binômes qui ont obtenu un nombre de suffrages au moins égal à 12,5 % des électeurs inscrits, sans possibilité pour les binômes de fusionner. Est élu au second tour le binôme qui obtient le plus grand nombre de voix.

## Résultats à l'échelle du département

### Résultats par nuances du ministère de l'Intérieur
Les nuances utilisées par le ministère de l'Intérieur ne tiennent pas compte des alliances locales.
| Binômes                  | Binômes                     | Binômes                  | Premier tour | Premier tour | Premier tour | Second tour | Second tour | Second tour | Total | +/-           |  |
| Binômes                  | Binômes                     | Binômes                  | Voix         | %            | Sièges       | Voix        | %           | Sièges      | Total | +/-           |  |
| ------------------------ | --------------------------- | ------------------------ | ------------ | ------------ | ------------ | ----------- | ----------- | ----------- | ----- | ------------- |  |
|                          | Union à gauche              | UG                       | 119 958      | 37,89        | 0            | 185 818     | 62,38       | 46          | 46    | en stagnation |  |
|                          | Rassemblement national      | RN                       | 57 173       | 18,06        | 0            | 33 757      | 11,33       | 0           | 0     | en stagnation |  |
|                          | Écologistes                 | ECO                      | 52 857       | 16,70        | 0            | 25 003      | 8,39        | 0           | 0     | en stagnation |  |
|                          | Union au centre et à droite | UCD                      | 16 152       | 5,10         | 0            | 19 389      | 6,51        | 0           | 0     | Nv.           |  |
|                          | La France insoumise         | LFI                      | 14 509       | 4,58         | 0            |             |             |             | 0     | Nv.           |  |
|                          | Union au centre             | UC                       | 13 359       | 4,22         | 0            | 6 361       | 2,14        | 0           | 0     | Nv.           |  |
|                          | Union à droite              | UD                       | 10 033       | 3,17         | 0            | 8 748       | 2,94        | 2           | 2     | 4             |  |
|                          | Les Républicains            | LR                       | 10 008       | 3,16         | 0            |             |             |             | 0     | en stagnation |  |
|                          | Divers centre               | DVC                      | 8 481        | 2,68         | 0            | 12 730      | 4,27        | 4           | 4     | Nv.           |  |
|                          | Divers droite               | DVD                      | 8 013        | 2,53         | 0            |             |             |             | 0     | en stagnation |  |
|                          | Divers gauche               | DVG                      | 3 053        | 0,96         | 0            | 6 092       | 2,04        | 2           | 2     | en stagnation |  |
|                          | Divers                      | DIV                      | 2 321        | 0,73         | 0            |             |             |             | 0     | Nv.           |  |
|                          | Extrême gauche              | EXG                      | 679          | 0,21         | 0            | 0           | Nv.         |             |       |               |  |
|                          |                             |                          |              |              |              |             |             |             |       |               |  |
| Suffrages exprimés       | Suffrages exprimés          | Suffrages exprimés       | 316 596      | 96,21        |              | 297 898     | 91,55       |             |       |               |  |
| Votes blancs             | Votes blancs                | Votes blancs             | 7 609        | 2,31         | 18 212       | 5,60        |             |             |       |               |  |
| Votes nuls               | Votes nuls                  | Votes nuls               | 4 849        | 1,47         | 9 297        | 2,86        |             |             |       |               |  |
| Total                    | Total                       | Total                    | 329 054      | 100          | 0            | 325 407     | 100         | 54          | 54    | en stagnation |  |
| Abstentions              | Abstentions                 | Abstentions              | 568 396      | 63,33        |              | 572 136     | 63,74       |             |       |               |  |
| Inscrits / participation | Inscrits / participation    | Inscrits / participation | 897 450      | 36,67        | 897 543      | 36,26       |             |             |       |               |  |

### Assemblée départementale élue
| Président du conseil départemental   |       |       |      |                                              |
| Georges Méric (PS)                   |       |       |      |                                              |
| Parti                                | Sigle | Sigle | Élus | Groupes                                      |
| Majorité (48 sièges)                 |       |       |      |                                              |
| Parti socialiste                     |       | PS    | 31   | Socialiste, radical, progressiste et citoyen |
| Divers gauche                        |       | DVG   | 4    | Socialiste, radical, progressiste et citoyen |
| Parti radical de gauche              |       | PRG   | 2    | Socialiste, radical, progressiste et citoyen |
| Mouvement républicain et citoyen     |       | MRC   | 1    | Socialiste, radical, progressiste et citoyen |
| Place publique                       |       | PP    | 1    | Socialiste, radical, progressiste et citoyen |
| Génération.s                         |       | G.s   | 4    | Génération.s, socialisme et écologie         |
| Parti communiste français            |       | PCF   | 3    | Communiste, républicain citoyen              |
| Divers gauche                        |       | DVG   | 2    | Haute-Garonne Citoyenne                      |
| Opposition (6 sièges)                |       |       |      |                                              |
| Les Républicains                     |       | LR    | 1    | Union de la droite et du centre              |
| Union des démocrates et indépendants |       | UDI   | 1    | Union de la droite et du centre              |
| Union des démocrates et indépendants |       | UDI   | 1    | Pour notre canton                            |
| [[]]                                 |       |       | 1    | Pour notre canton                            |
| Union des démocrates et indépendants |       | UDI   | 1    | Ensemble pour le Comminges                   |
| Divers gauche                        |       | DVG   | 1    | Ensemble pour le Comminges                   |

### Élus par canton
| Canton             | Conseiller Sortant               | Parti | Parti | Conseiller Élu              | Parti | Parti |
| ------------------ | -------------------------------- | ----- | ----- | --------------------------- | ----- | ----- |
| Auterive           | Maryse Vezat-Baronia             |       | PS    | Maryse Vezat-Baronia        |       | PS    |
| Auterive           | Sébastien Vincini                |       | PS    | Sébastien Vincini           |       | PS    |
| Bagnères-de-Luchon | Roselyne Artigues                |       | PS    | Roselyne Artigues           |       | PS    |
| Bagnères-de-Luchon | Patrice Rival                    |       | PS    | Patrice Rival               |       | PS    |
| Blagnac            | Pascal Boureau                   |       | PS    | Pascal Boureau              |       | PS    |
| Blagnac            | Line Malric                      |       | PRG   | Line Malric                 |       | PRG   |
| Castanet-Tolosan   | Bernard Bagnéris                 |       | DVG   | Bernard Bagnéris            |       | DVG   |
| Castanet-Tolosan   | Muriel Pruvot                    |       | PS    | Aude Lumeau-Préceptis       |       | PS    |
| Castelginest       | Victor Denouvion                 |       | PS    | Victor Denouvion            |       | PS    |
| Castelginest       | Sandrine Floureusses             |       | PS    | Sandrine Floureusses        |       | PS    |
| Cazères            | Sandrine Baylac                  |       | PS    | Sandrine Baylac             |       | PS    |
| Cazères            | Christian Sans                   |       | PS    | Loïc Gojard                 |       | PS    |
| Escalquens         | Georges Méric                    |       | PS    | Georges Méric               |       | PS    |
| Escalquens         | Émilienne Poumirol               |       | PS    | Émilienne Poumirol          |       | PS    |
| Léguevin           | Alain Julian                     |       | PS    | Didier Laffont              |       | PS    |
| Léguevin           | Véronique Volto                  |       | PS    | Véronique Volto             |       | PS    |
| Muret              | Antoine Bonilla                  |       | PRG   | Jérôme Bouteloup            |       | PRG   |
| Muret              | Élisabeth Séré                   |       | DVC   | Sophie Touzet               |       | G.s   |
| Pechbonnieu        | Didier Cujives                   |       | PS    | Didier Cujives              |       | PS    |
| Pechbonnieu        | Sabine Geil-Gomez                |       | PS    | Sabine Geil-Gomez           |       | PS    |
| Plaisance-du-Touch | Jérome Buisson                   |       | PS    | Serge Deuilhé               |       | DVG   |
| Plaisance-du-Touch | Marie-Claude Leclerc             |       | PS    | Marie-Claude Leclerc        |       | PS    |
| Portet-sur-Garonne | Sébastien Lery                   |       | PS    | Thierry Suaud               |       | PS    |
| Portet-sur-Garonne | Annie Vieu                       |       | PS    | Annie Vieu                  |       | PS    |
| Revel              | Gilbert Hébrard                  |       | PS    | Gilbert Hébrard             |       | PS    |
| Revel              | Marie-Claude Piquemal-Doumeng    |       | PS    | Florence Siorat             |       | DVG   |
| Saint-Gaudens      | Jean-Yves Duclos                 |       | DVG   | Jean-Yves Duclos            |       | DVG   |
| Saint-Gaudens      | Céline Laurenties-Barrère        |       | UDI   | Céline Laurenties-Barrère   |       | UDI   |
| Toulouse-1         | Julien Klotz                     |       | PS    | Isabelle Hardy              |       | G.s   |
| Toulouse-1         | Christine Stebenet               |       | G.s   | Julien Klotz                |       | PS    |
| Toulouse-2         | Christine Courade                |       | PS    | Christine Courade           |       | PS    |
| Toulouse-2         | Jean-Michel Fabre                |       | PS    | Jean-Michel Fabre           |       | PS    |
| Toulouse-3         | Anne Boyer                       |       | PS    | Anne Boyer                  |       | PS    |
| Toulouse-3         | Alain Gabrieli                   |       | PS    | Alain Gabrieli              |       | PS    |
| Toulouse-4         | André Ducap                      |       | LR    | Inès Goffre-Pedrosa         |       | PCF   |
| Toulouse-4         | Jacqueline Winnepenninckx-Kieser |       | MoDem | Aurélien Taravella          |       | PP    |
| Toulouse-5         | Patrick Pignard                  |       | PS    | Mourad Fellah               |       | G.s   |
| Toulouse-5         | Paulette Salles                  |       | PS    | Anaïs Saint-Aubain          |       | PCF   |
| Toulouse-6         | Zohra El Kouacheri               |       | PS    | Zohra El Kouacheri          |       | PS    |
| Toulouse-6         | Jean-Louis Llorca                |       | PS    | Jean-Louis Llorca           |       | PS    |
| Toulouse-7         | Camille Pouponneau               |       | PS    | Laurence Degers             |       | DVG   |
| Toulouse-7         | Arnaud Simion                    |       | PS    | Arnaud Simion               |       | PS    |
| Toulouse-8         | Marie-Claude Farcy               |       | PS    | Marie-Claude Farcy          |       | PS    |
| Toulouse-8         | Vincent Gibert                   |       | PS    | Vincent Gibert              |       | PS    |
| Toulouse-9         | Jean-Jacques Mirassou            |       | PS    | Caroline Honvault           |       | DVG   |
| Toulouse-9         | Marie-Dominique Vezian           |       | PS    | Marc Péré                   |       | DVG   |
| Toulouse-10        | Jean-Baptiste de Scorraille      |       | LR    | Jean-Baptiste de Scorraille |       | LR    |
| Toulouse-10        | Sophie Lamant                    |       | UDI   | Sophie Lamant               |       | UDI   |
| Toulouse-11        | Serban Iclanzan                  |       | DVD   | Christophe Lubac            |       | G.s   |
| Toulouse-11        | Marion Lalane de Laubadère       |       | DVD   | Lauriane Masella            |       | MRC   |
| Tournefeuille      | Dominique Fouchier               |       | PS    | Martine Croquette           |       | PCF   |
| Tournefeuille      | Isabelle Rolland                 |       | PS    | Dominique Fouchier          |       | PS    |
| Villemur-sur-Tarn  | Jean-Luc Raysseguier             |       | PS    | Karine Barrière             |       | DVD   |
| Villemur-sur-Tarn  | Ghislaine Cabessut               |       | PS    | Jean-Marc Dumoulin          |       | UDI   |

## Résultats par canton
Les binômes sont présentés par ordre décroissant des résultats au premier tour. En cas de victoire au second tour du binôme arrivé en deuxième place au premier, ses résultats sont indiqués en gras. 

### Canton d'Auterive
Sortants : Maryse Vézat-Baronia (PS) et Sébastien Vincini (PS).
| Candidats                | Candidats                | Partis                   | Nuance                   | Premier tour | Premier tour | Second tour | Second tour |
| Candidats                | Candidats                | Partis                   | Nuance                   | Voix         | %            | Voix        | %           |
| ------------------------ | ------------------------ | ------------------------ | ------------------------ | ------------ | ------------ | ----------- | ----------- |
|                          | Maryse Vézat-Baronia     | PS                       | UG                       | 7 256        | 49,51        | 10 424      | 71,30       |
|                          | Sébastien Vincini        | PS                       | UG                       | 7 256        | 49,51        | 10 424      | 71,30       |
|                          | Éric Oliveira            | RN                       | RN                       | 3 565        | 24,33        | 4 195       | 28,70       |
|                          | Emmanuelle Pinatel       | RN                       | RN                       | 3 565        | 24,33        | 4 195       | 28,70       |
|                          | Henri Bourrel            | EÉLV                     | ECO                      | 1 679        | 11,46        |             |             |
|                          | Sarah Grivot             | EÉLV                     | ECO                      | 1 679        | 11,46        |             |             |
|                          | Charlyne Bouffartigue    | LR                       | LR                       | 1 360        | 9,28         |             |             |
|                          | Gaëtan Inard             | LR                       | LR                       | 1 360        | 9,28         |             |             |
|                          | Mathieu Bérard           | LFI                      | FI                       | 795          | 5,42         |             |             |
|                          | Juliette Dupuy           | DVG                      | FI                       | 795          | 5,42         |             |             |
|                          |                          |                          |                          |              |              |             |             |
| Suffrages exprimés       | Suffrages exprimés       | Suffrages exprimés       | Suffrages exprimés       | 14 655       | 95,58        | 14 619      | 94,41       |
| Votes blancs             | Votes blancs             | Votes blancs             | Votes blancs             | 387          | 2,50         | 529         | 3,43        |
| Votes nuls               | Votes nuls               | Votes nuls               | Votes nuls               | 291          | 1,92         | 336         | 2,16        |
| Total                    | Total                    | Total                    | Total                    | 39 805       | 100          | 39 818      | 100         |
| Abstention               | Abstention               | Abstention               | Abstention               | 24 472       | 61,48        | 24 334      | 61,11       |
| Inscrits / participation | Inscrits / participation | Inscrits / participation | Inscrits / participation | 15 333       | 38,52        | 15 484      | 38,89       |

### Canton de Bagnères-de-Luchon
Sortants : Roselyne Artigues (PS) et Patrice Rival (PS).
| Candidats                | Candidats                | Partis                   | Nuance                   | Premier tour | Premier tour | Second tour | Second tour |
| Candidats                | Candidats                | Partis                   | Nuance                   | Voix         | %            | Voix        | %           |
| ------------------------ | ------------------------ | ------------------------ | ------------------------ | ------------ | ------------ | ----------- | ----------- |
|                          | Roselyne Artigues        | PS                       | UG                       | 6 221        | 51,92        | 9 311       | 78,83       |
|                          | Patrice Rival            | PS                       | UG                       | 6 221        | 51,92        | 9 311       | 78,83       |
|                          | Gisèle Chimenti          | RN                       | RN                       | 2 260        | 18,86        | 2 500       | 21,17       |
|                          | Michel Oliver            | RN                       | RN                       | 2 260        | 18,86        | 2 500       | 21,17       |
|                          | Jean-Claude Heyraud      | EÉLV                     | ECO                      | 1 365        | 11,39        |             |             |
|                          | Chantal Ségard           | EÉLV                     | ECO                      | 1 365        | 11,39        |             |             |
|                          | Danièle Baïsse           | LREM                     | UC                       | 1 297        | 10,82        |             |             |
|                          | Christian Boato          | LREM                     | UC                       | 1 297        | 10,82        |             |             |
|                          | José Almeida             | LFI                      | FI                       | 840          | 7,01         |             |             |
|                          | Sylvie Montane           | LFI                      | FI                       | 840          | 7,01         |             |             |
|                          |                          |                          |                          |              |              |             |             |
| Suffrages exprimés       | Suffrages exprimés       | Suffrages exprimés       | Suffrages exprimés       | 11 983       | 93,99        | 11 811      | 91,85       |
| Votes blancs             | Votes blancs             | Votes blancs             | Votes blancs             | 453          | 2,39         | 641         | 5,23        |
| Votes nuls               | Votes nuls               | Votes nuls               | Votes nuls               | 313          | 3,62         | 408         | 2,92        |
| Total                    | Total                    | Total                    | Total                    | 28 649       | 100          | 28 584      | 100         |
| Abstention               | Abstention               | Abstention               | Abstention               | 15 900       | 55,50        | 15 724      | 55,01       |
| Inscrits / participation | Inscrits / participation | Inscrits / participation | Inscrits / participation | 12 749       | 44,50        | 12 860      | 44,99       |

### Canton de Blagnac
Sortants : Pascal Boureau (PS) et Line Malric (PRG).
| Candidats                | Candidats                | Partis                   | Nuance                   | Premier tour | Premier tour | Second tour | Second tour |
| Candidats                | Candidats                | Partis                   | Nuance                   | Voix         | %            | Voix        | %           |
| ------------------------ | ------------------------ | ------------------------ | ------------------------ | ------------ | ------------ | ----------- | ----------- |
|                          | Pascal Boureau           | PS                       | UG                       | 4 995        | 42,51        | 6 640       | 64,41       |
|                          | Line Malric              | PRG                      | UG                       | 4 995        | 42,51        | 6 640       | 64,41       |
|                          | Bastien Rigout           | EÉLV                     | ECO                      | 2 491        | 21,20        | 3 669       | 35,59       |
|                          | Georgette Sauvaire       | EÉLV                     | ECO                      | 2 491        | 21,20        | 3 669       | 35,59       |
|                          | Anne Ferrero             | RN                       | RN                       | 2 397        | 20,40        |             |             |
|                          | Ludovic Pivato           | RN                       | RN                       | 2 397        | 20,40        |             |             |
|                          | Camille Courty           | DVD                      | LR                       | 1 868        | 15,90        |             |             |
|                          | David Gerson             | LR                       | LR                       | 1 868        | 15,90        |             |             |
|                          |                          |                          |                          |              |              |             |             |
| Suffrages exprimés       | Suffrages exprimés       | Suffrages exprimés       | Suffrages exprimés       | 11 751       | 96,45        | 11 869      | 86,86       |
| Votes blancs             | Votes blancs             | Votes blancs             | Votes blancs             | 266          | 2,18         | 1 082       | 9,12        |
| Votes nuls               | Votes nuls               | Votes nuls               | Votes nuls               | 167          | 1,37         | 478         | 4,03        |
| Total                    | Total                    | Total                    | Total                    | 35 883       | 100          | 35 901      | 100         |
| Abstention               | Abstention               | Abstention               | Abstention               | 23 699       | 66,05        | 24 032      | 66,94       |
| Inscrits / participation | Inscrits / participation | Inscrits / participation | Inscrits / participation | 12 184       | 33,95        | 11 869      | 33,06       |

### Canton de Castanet-Tolosan
Sortants : Bernard Bagnéris (DVG) et Muriel Pruvot (PS).
| Candidats                | Candidats                | Partis                   | Nuance                   | Premier tour | Premier tour | Second tour | Second tour |
| Candidats                | Candidats                | Partis                   | Nuance                   | Voix         | %            | Voix        | %           |
| ------------------------ | ------------------------ | ------------------------ | ------------------------ | ------------ | ------------ | ----------- | ----------- |
|                          | Bernard Bagnéris         | DVG                      | UG                       | 4 469        | 34,04        | 7 754       | 61,13       |
|                          | Aude Lumeau-Préceptis    | PS                       | UG                       | 4 469        | 34,04        | 7 754       | 61,13       |
|                          | Julien Abbas             | LR                       | UCD                      | 3 080        | 23,46        | 4 930       | 38,87       |
|                          | Carole Fabre             | LREM                     | UCD                      | 3 080        | 23,46        | 4 930       | 38,87       |
|                          | Barbara Canovas          | EÉLV                     | ECO                      | 2 922        | 22,25        |             |             |
|                          | Michel Sarrailh          | EÉLV                     | ECO                      | 2 922        | 22,25        |             |             |
|                          | Françoise Courdier       | RN                       | RN                       | 1 927        | 14,68        |             |             |
|                          | Alain Téqui              | RN                       | RN                       | 1 927        | 14,68        |             |             |
|                          | Éric Bonnet              | LFI                      | FI                       | 719          | 5,48         |             |             |
|                          | Béatrice Delpit          | LFI                      | FI                       | 719          | 5,48         |             |             |
|                          | Martin Cronel            | PP                       | DIV                      | 14           | 0,11         |             |             |
|                          | Anne Grieu               | PP                       | DIV                      | 14           | 0,11         |             |             |
|                          |                          |                          |                          |              |              |             |             |
| Suffrages exprimés       | Suffrages exprimés       | Suffrages exprimés       | Suffrages exprimés       | 13 131       | 96,59        | 12 684      | 93,74       |
| Votes blancs             | Votes blancs             | Votes blancs             | Votes blancs             | 302          | 2,22         | 575         | 4,25        |
| Votes nuls               | Votes nuls               | Votes nuls               | Votes nuls               | 161          | 1,18         | 272         | 2,01        |
| Total                    | Total                    | Total                    | Total                    | 32 707       | 100          | 32 639      | 100         |
| Abstention               | Abstention               | Abstention               | Abstention               | 19 113       | 58,44        | 19 108      | 58,54       |
| Inscrits / participation | Inscrits / participation | Inscrits / participation | Inscrits / participation | 13 594       | 41,56        | 13 531      | 41,46       |

### Canton de Castelginest
Sortants : Victor Denouvion (PS) et Sandrine Floureusses (PS).
| Candidats                | Candidats                | Partis                   | Nuance                   | Premier tour | Premier tour | Second tour | Second tour |
| Candidats                | Candidats                | Partis                   | Nuance                   | Voix         | %            | Voix        | %           |
| ------------------------ | ------------------------ | ------------------------ | ------------------------ | ------------ | ------------ | ----------- | ----------- |
|                          | Victor Denouvion         | PS                       | UG                       | 5 752        | 45,38        | 8 673       | 69,26       |
|                          | Sandrine Floureusses     | PS                       | UG                       | 5 752        | 45,38        | 8 673       | 69,26       |
|                          | Romain Carrière          | RN                       | RN                       | 3 120        | 24,60        | 3 850       | 30,74       |
|                          | Marie-Pierre Vaysse      | RN                       | RN                       | 3 120        | 24,60        | 3 850       | 30,74       |
|                          | Céline Carneiro          | DVD                      | DVD                      | 1 825        | 14,39        |             |             |
|                          | Emmanuel Martins         | DVD                      | DVD                      | 1 825        | 14,39        |             |             |
|                          | Cécilia Auque            | EÉLV                     | ECO                      | 1 468        | 11,58        |             |             |
|                          | Xavier Luchet            | EÉLV                     | ECO                      | 1 468        | 11,58        |             |             |
|                          | Alain Felce              | LFI                      | FI                       | 516          | 4,07         |             |             |
|                          | Amina Safiah             | LFI                      | FI                       | 516          | 4,07         |             |             |
|                          |                          |                          |                          |              |              |             |             |
| Suffrages exprimés       | Suffrages exprimés       | Suffrages exprimés       | Suffrages exprimés       | 12 681       | 96,59        | 12 523      | 94,16       |
| Votes blancs             | Votes blancs             | Votes blancs             | Votes blancs             | 262          | 2,00         | 484         | 3,64        |
| Votes nuls               | Votes nuls               | Votes nuls               | Votes nuls               | 186          | 1,42         | 293         | 2,20        |
| Total                    | Total                    | Total                    | Total                    | 39 366       | 100          | 39 382      | 100         |
| Abstention               | Abstention               | Abstention               | Abstention               | 26 237       | 66,65        | 26 082      | 66,23       |
| Inscrits / participation | Inscrits / participation | Inscrits / participation | Inscrits / participation | 13 129       | 33,35        | 13 300      | 33,77       |

### Canton de Cazères
Sortants : Sandrine Baylac (PS) et Christian Sans (PS).
| Candidats                | Candidats                | Partis                   | Nuance                   | Premier tour | Premier tour | Second tour | Second tour |
| Candidats                | Candidats                | Partis                   | Nuance                   | Voix         | %            | Voix        | %           |
| ------------------------ | ------------------------ | ------------------------ | ------------------------ | ------------ | ------------ | ----------- | ----------- |
|                          | Sandrine Baylac          | PS                       | UG                       | 6 097        | 45,46        | 9 540       | 72,39       |
|                          | Loïc Gojard              | PS                       | UG                       | 6 097        | 45,46        | 9 540       | 72,39       |
|                          | Marie-Alice Bertoldo     | RN                       | RN                       | 2 825        | 21,06        | 3 638       | 27,61       |
|                          | Guillaume Vives          | RN                       | RN                       | 2 825        | 21,06        | 3 638       | 27,61       |
|                          | Chantal Denax            | DVD                      | DVD                      | 2 523        | 18,81        |             |             |
|                          | Pierre-Alain Dintilhac   | DVD                      | DVD                      | 2 523        | 18,81        |             |             |
|                          | Marc Fruteau de Laclos   | EÉLV                     | ECO                      | 1 366        | 10,19        |             |             |
|                          | Alexandra Marc           | EÉLV                     | ECO                      | 1 366        | 10,19        |             |             |
|                          | Virginie Pascal          | LFI                      | FI                       | 600          | 4,47         |             |             |
|                          | Rémy Subra               | LFI                      | FI                       | 600          | 4,47         |             |             |
|                          |                          |                          |                          |              |              |             |             |
| Suffrages exprimés       | Suffrages exprimés       | Suffrages exprimés       | Suffrages exprimés       | 13 411       | 95,03        | 13 178      | 93,36       |
| Votes blancs             | Votes blancs             | Votes blancs             | Votes blancs             | 420          | 2,98         | 552         | 4,02        |
| Votes nuls               | Votes nuls               | Votes nuls               | Votes nuls               | 281          | 1,98         | 386         | 2,62        |
| Total                    | Total                    | Total                    | Total                    | 33 547       | 100          | 33 555      | 100         |
| Abstention               | Abstention               | Abstention               | Abstention               | 19 435       | 57,93        | 19 439      | 57,93       |
| Inscrits / participation | Inscrits / participation | Inscrits / participation | Inscrits / participation | 14 112       | 42,07        | 14 116      | 42,07       |

### Canton d'Escalquens
Sortants : Georges Méric (PS) et Émilienne Poumirol.
| Candidats                | Candidats                | Partis                   | Nuance                   | Premier tour | Premier tour | Second tour | Second tour |
| Candidats                | Candidats                | Partis                   | Nuance                   | Voix         | %            | Voix        | %           |
| ------------------------ | ------------------------ | ------------------------ | ------------------------ | ------------ | ------------ | ----------- | ----------- |
|                          | Georges Méric            | PS                       | UG                       | 6 406        | 46,00        | 7 929       | 65,64       |
|                          | Émilienne Poumirol       | PS                       | UG                       | 6 406        | 46,00        | 7 929       | 65,64       |
|                          | Francis Carbonne         | EÉLV                     | ECO                      | 2 569        | 18,45        | 4 150       | 34,36       |
|                          | Christine Quéré          | EÉLV                     | ECO                      | 2 569        | 18,45        | 4 150       | 34,36       |
|                          | Mathieu Lachuries        | RN                       | RN                       | 2 173        | 15,60        |             |             |
|                          | Stéphanie Sénacq         | RN                       | RN                       | 2 173        | 15,60        |             |             |
|                          | Jean-Pierre Albouy       | DVD                      | DVD                      | 2 028        | 14,56        |             |             |
|                          | Chloé Liberman           | DVD                      | DVD                      | 2 028        | 14,56        |             |             |
|                          | Bruno Brouard            | LFI                      | FI                       | 751          | 5,39         |             |             |
|                          | Monique Fabre            | LFI                      | FI                       | 751          | 5,39         |             |             |
|                          |                          |                          |                          |              |              |             |             |
| Suffrages exprimés       | Suffrages exprimés       | Suffrages exprimés       | Suffrages exprimés       | 13 927       | 96,37        | 12 079      | 87,36       |
| Votes blancs             | Votes blancs             | Votes blancs             | Votes blancs             | 366          | 2,53         | 1 205       | 8,72        |
| Votes nuls               | Votes nuls               | Votes nuls               | Votes nuls               | 158          | 0,45         | 542         | 3,92        |
| Total                    | Total                    | Total                    | Total                    | 34 757       | 100          | 34 750      | 100         |
| Abstention               | Abstention               | Abstention               | Abstention               | 20 306       | 58,42        | 20 924      | 60,21       |
| Inscrits / participation | Inscrits / participation | Inscrits / participation | Inscrits / participation | 14 451       | 41,58        | 13 826      | 39,79       |

### Canton de Léguevin
Sortants : Alain Julian (PS) et Véronique Volto (PS).
| Candidats                | Candidats                     | Partis                   | Nuance                   | Premier tour | Premier tour | Second tour | Second tour |
| Candidats                | Candidats                     | Partis                   | Nuance                   | Voix         | %            | Voix        | %           |
| ------------------------ | ----------------------------- | ------------------------ | ------------------------ | ------------ | ------------ | ----------- | ----------- |
|                          | Didier Laffont                | PS                       | UG                       | 6 669        | 48,97        | 9 701       | 71,73       |
|                          | Véronique Volto               | PS                       | UG                       | 6 669        | 48,97        | 9 701       | 71,73       |
|                          | Élodie Garcia                 | RN                       | RN                       | 3 631        | 26,66        | 3 823       | 28,27       |
|                          | Lucas Moulard-Ndoumbe-Kotto   | RN                       | RN                       | 3 631        | 26,66        | 3 823       | 28,27       |
|                          | Franck Couradette             | EÉLV                     | ECO                      | 3 319        | 24,37        |             |             |
|                          | Marie-Thérèse Cracco-Treccani | EÉLV                     | ECO                      | 3 319        | 24,37        |             |             |
|                          |                               |                          |                          |              |              |             |             |
| Suffrages exprimés       | Suffrages exprimés            | Suffrages exprimés       | Suffrages exprimés       | 13 619       | 93,53        | 13 524      | 93,34       |
| Votes blancs             | Votes blancs                  | Votes blancs             | Votes blancs             | 673          | 4,62         | 674         | 4,65        |
| Votes nuls               | Votes nuls                    | Votes nuls               | Votes nuls               | 269          | 1,85         | 291         | 2,01        |
| Total                    | Total                         | Total                    | Total                    | 40 124       | 100          | 40 131      | 100         |
| Abstention               | Abstention                    | Abstention               | Abstention               | 25 563       | 63,71        | 25 642      | 63,90       |
| Inscrits / participation | Inscrits / participation      | Inscrits / participation | Inscrits / participation | 14 561       | 36,29        | 14 489      | 36,10       |

### Canton de Muret
Sortants : Antoine Bonilla (PRG) et Elisabeth Séré (DVC) 
| Candidats                | Candidats                | Partis                   | Nuance                   | Premier tour | Premier tour | Second tour | Second tour |
| Candidats                | Candidats                | Partis                   | Nuance                   | Voix         | %            | Voix        | %           |
| ------------------------ | ------------------------ | ------------------------ | ------------------------ | ------------ | ------------ | ----------- | ----------- |
|                          | Jérôme Bouteloup         | DVG                      | UG                       | 4 772        | 39,36        | 8 010       | 69,64       |
|                          | Sophie Touzet            | G.s                      | UG                       | 4 772        | 39,36        | 8 010       | 69,64       |
|                          | Alain Aroles             | RN                       | RN                       | 2 940        | 24,25        | 3 492       | 30,36       |
|                          | Caroline Béout           | RN                       | RN                       | 2 940        | 24,25        | 3 492       | 30,36       |
|                          | Marie-Pierre Albaret     | EÉLV                     | ECO                      | 1 845        | 15,22        |             |             |
|                          | Christian Valade         | EÉLV                     | ECO                      | 1 845        | 15,22        |             |             |
|                          | Étienne Gasquet          | LREM                     | UC                       | 1 447        | 11,94        |             |             |
|                          | Vicky Vallier            | EXD                      | UC                       | 1 447        | 11,94        |             |             |
|                          | Émilie Martinez          | LR                       | LR                       | 1 120        | 9,24         |             |             |
|                          | Oscar Mendegris          | LR                       | LR                       | 1 120        | 9,24         |             |             |
|                          |                          |                          |                          |              |              |             |             |
| Suffrages exprimés       | Suffrages exprimés       | Suffrages exprimés       | Suffrages exprimés       | 12 124       | 96,12        | 11 502      | 94,03       |
| Votes blancs             | Votes blancs             | Votes blancs             | Votes blancs             | 261          | 2,19         | 473         | 3,87        |
| Votes nuls               | Votes nuls               | Votes nuls               | Votes nuls               | 229          | 1,70         | 256         | 2,10        |
| Total                    | Total                    | Total                    | Total                    | 38 499       | 100          | 38 514      | 100         |
| Abstention               | Abstention               | Abstention               | Abstention               | 25 885       | 67,24        | 26 283      | 68,24       |
| Inscrits / participation | Inscrits / participation | Inscrits / participation | Inscrits / participation | 12 614       | 32,76        | 12 231      | 31,76       |

### Canton de Pechbonnieu
Sortants : Didier Cujives (PS) et Sabine Geil-Gomez (PS).
| Candidats                | Candidats                | Partis                   | Nuance                   | Premier tour | Premier tour | Second tour | Second tour |
| Candidats                | Candidats                | Partis                   | Nuance                   | Voix         | %            | Voix        | %           |
| ------------------------ | ------------------------ | ------------------------ | ------------------------ | ------------ | ------------ | ----------- | ----------- |
|                          | Didier Cujives           | PS                       | UG                       | 5 604        | 44,13        | 8 756       | 73,94       |
|                          | Sabine Geil-Gomez        | PS                       | UG                       | 5 604        | 44,13        | 8 756       | 73,94       |
|                          | Sonia Décamps            | RN                       | RN                       | 2 670        | 21,03        | 3 086       | 26,06       |
|                          | Franck Lakiotis          | RN                       | RN                       | 2 670        | 21,03        | 3 086       | 26,06       |
|                          | Maxime Sinquin           | LR                       | LR                       | 2 098        | 16,52        |             |             |
|                          | Nicole Vayrou            | LR                       | LR                       | 2 098        | 16,52        |             |             |
|                          | David Bottois            | EÉLV                     | ECO                      | 1 724        | 13,58        |             |             |
|                          | Martine Garcia           | EÉLV                     | ECO                      | 1 724        | 13,58        |             |             |
|                          | Lydie Cazelle            | LFI                      | FI                       | 603          | 4,75         |             |             |
|                          | Sylvain Corbière         | LFI                      | FI                       | 603          | 4,75         |             |             |
|                          |                          |                          |                          |              |              |             |             |
| Suffrages exprimés       | Suffrages exprimés       | Suffrages exprimés       | Suffrages exprimés       | 12 699       | 96,48        | 11 842      | 93,63       |
| Votes blancs             | Votes blancs             | Votes blancs             | Votes blancs             | 275          | 2,09         | 504         | 3,99        |
| Votes nuls               | Votes nuls               | Votes nuls               | Votes nuls               | 188          | 1,43         | 301         | 2,38        |
| Total                    | Total                    | Total                    | Total                    | 34 286       | 100          | 34 293      | 100         |
| Abstention               | Abstention               | Abstention               | Abstention               | 21 124       | 61,61        | 21 646      | 63,12       |
| Inscrits / participation | Inscrits / participation | Inscrits / participation | Inscrits / participation | 13 162       | 38,39        | 12 647      | 36,88       |

### Canton de Plaisance-du-Touch
Sortants : Jérôme Buisson (PS) et Marie-Claude Leclerc (PS).
| Candidats                | Candidats                | Partis                   | Nuance                   | Premier tour | Premier tour | Second tour | Second tour |
| Candidats                | Candidats                | Partis                   | Nuance                   | Voix         | %            | Voix        | %           |
| ------------------------ | ------------------------ | ------------------------ | ------------------------ | ------------ | ------------ | ----------- | ----------- |
|                          | Serge Deuilhé            | DVG                      | UG                       | 3 732        | 31,48        | 8 176       | 74,06       |
|                          | Marie-Claude Leclerc     | PS                       | UG                       | 3 732        | 31,48        | 8 176       | 74,06       |
|                          | Lydia Aeillo             | RN                       | RN                       | 2 315        | 19,52        | 2 863       | 25,94       |
|                          | Joël Lespes              | RN                       | RN                       | 2 315        | 19,52        | 2 863       | 25,94       |
|                          | Juliane Faux             | EÉLV                     | ECO                      | 2 106        | 17,76        |             |             |
|                          | Nicolas Rey-Bèthbéder    | EÉLV                     | ECO                      | 2 106        | 17,76        |             |             |
|                          | Pierre Bogart            | DVC                      | UC                       | 1 781        | 15,02        |             |             |
|                          | Anita Perreu             | LREM                     | UC                       | 1 781        | 15,02        |             |             |
|                          | Pascal Daram             | LR                       | LR                       | 1 077        | 9,08         |             |             |
|                          | Thérèse Monfraix         | LR                       | LR                       | 1 077        | 9,08         |             |             |
|                          | Olivier Iché             | LFI                      | FI                       | 846          | 7,14         |             |             |
|                          | Patricia Veyries         | DVG                      | FI                       | 846          | 7,14         |             |             |
|                          |                          |                          |                          |              |              |             |             |
| Suffrages exprimés       | Suffrages exprimés       | Suffrages exprimés       | Suffrages exprimés       | 11 857       | 96,34        | 11 039      | 92,89       |
| Votes blancs             | Votes blancs             | Votes blancs             | Votes blancs             | 264          | 96,34        | 551         | 4,64        |
| Votes nuls               | Votes nuls               | Votes nuls               | Votes nuls               | 186          | 1,51         | 294         | 2,47        |
| Total                    | Total                    | Total                    | Total                    | 36 792       | 100          | 36 807      | 100         |
| Abstention               | Abstention               | Abstention               | Abstention               | 24 485       | 66,55        | 24 923      | 67,71       |
| Inscrits / participation | Inscrits / participation | Inscrits / participation | Inscrits / participation | 12 307       | 33,45        | 11 884      | 32,29       |

### Canton de Portet-sur-Garonne
Sortants : Sébastien Léry (PS) et Annie Vieu (PS).
| Candidats                | Candidats                | Partis                   | Nuance                   | Premier tour | Premier tour | Second tour | Second tour |
| Candidats                | Candidats                | Partis                   | Nuance                   | Voix         | %            | Voix        | %           |
| ------------------------ | ------------------------ | ------------------------ | ------------------------ | ------------ | ------------ | ----------- | ----------- |
|                          | Thierry Suaud            | PS                       | UG                       | 5 637        | 44,49        | 8 727       | 73,04       |
|                          | Annie Vieu               | PS                       | UG                       | 5 637        | 44,49        | 8 727       | 73,04       |
|                          | Yoann Escabasse          | RN                       | RN                       | 2 857        | 22,55        | 3 222       | 26,96       |
|                          | Brigitte Gazel           | RN                       | RN                       | 2 857        | 22,55        | 3 222       | 26,96       |
|                          | Michel Glatigny          | LR                       | UCD                      | 1 994        | 15,74        |             |             |
|                          | Sabine Sauvage           | LREM                     | UCD                      | 1 994        | 15,74        |             |             |
|                          | Maeva Chassé             | EÉLV                     | ECO                      | 1 565        | 12,35        |             |             |
|                          | Jérémy Duployer          | EÉLV                     | ECO                      | 1 565        | 12,35        |             |             |
|                          | Nora Alfonso             | LFI                      | FI                       | 614          | 4,88         |             |             |
|                          | Simon Berger             | LFI                      | FI                       | 614          | 4,88         |             |             |
|                          |                          |                          |                          |              |              |             |             |
| Suffrages exprimés       | Suffrages exprimés       | Suffrages exprimés       | Suffrages exprimés       | 12 671       | 96,67        | 11 949      | 94,79       |
| Votes blancs             | Votes blancs             | Votes blancs             | Votes blancs             | 260          | 2,04         | 432         | 3,47        |
| Votes nuls               | Votes nuls               | Votes nuls               | Votes nuls               | 178          | 1,30         | 225         | 1,75        |
| Total                    | Total                    | Total                    | Total                    | 36 192       | 100          | 36 206      | 100         |
| Abstention               | Abstention               | Abstention               | Abstention               | 23 083       | 63,78        | 23 600      | 65,18       |
| Inscrits / participation | Inscrits / participation | Inscrits / participation | Inscrits / participation | 13 109       | 36,22        | 12 606      | 34,82       |

### Canton de Revel
Sortants : Gilbert Hébrard (PS) et Marie-Claude Piquemal-Doumeng (PS).
| Candidats                | Candidats                | Partis                   | Nuance                   | Premier tour | Premier tour | Second tour | Second tour |
| Candidats                | Candidats                | Partis                   | Nuance                   | Voix         | %            | Voix        | %           |
| ------------------------ | ------------------------ | ------------------------ | ------------------------ | ------------ | ------------ | ----------- | ----------- |
|                          | Gilbert Hébrard          | PS                       | UG                       | 6 898        | 54,99        | 9 237       | 74,95       |
|                          | Florence Siorat          | DVG                      | UG                       | 6 898        | 54,99        | 9 237       | 74,95       |
|                          | Pascale Ajac             | RN                       | RN                       | 2 784        | 22,19        | 3 088       | 25,05       |
|                          | Fernand Batigne          | RN                       | RN                       | 2 784        | 22,19        | 3 088       | 25,05       |
|                          | Ronald Berger            | EÉLV                     | ECO                      | 2 373        | 18,92        |             |             |
|                          | Nadège Lacroix           | EÉLV                     | ECO                      | 2 373        | 18,92        |             |             |
|                          | Jacques Dumeunier        | POID                     | EXG                      | 489          | 3,90         |             |             |
|                          | Evelyne Tonnelier        | POID                     | EXG                      | 489          | 3,90         |             |             |
|                          |                          |                          |                          |              |              |             |             |
| Suffrages exprimés       | Suffrages exprimés       | Suffrages exprimés       | Suffrages exprimés       | 12 544       | 92,75        | 12 325      | 92,49       |
| Votes blancs             | Votes blancs             | Votes blancs             | Votes blancs             | 583          | 4,31         | 627         | 4,71        |
| Votes nuls               | Votes nuls               | Votes nuls               | Votes nuls               | 397          | 2,94         | 374         | 2,81        |
| Total                    | Total                    | Total                    | Total                    | 31 779       | 100          | 31 784      | 100         |
| Abstention               | Abstention               | Abstention               | Abstention               | 18 255       | 57,44        | 18 458      | 58,07       |
| Inscrits / participation | Inscrits / participation | Inscrits / participation | Inscrits / participation | 13 524       | 42,56        | 13 326      | 41,93       |

### Canton de Saint-Gaudens
Sortants : Jean-Yves Duclos (DVG) et Céline Laurenties-Barrère (UDI).
| Candidats                | Candidats                 | Partis                   | Nuance                   | Premier tour | Premier tour | Second tour | Second tour |
| Candidats                | Candidats                 | Partis                   | Nuance                   | Voix         | %            | Voix        | %           |
| ------------------------ | ------------------------- | ------------------------ | ------------------------ | ------------ | ------------ | ----------- | ----------- |
|                          | Jean-Yves Duclos          | DVG                      | DVC                      | 5 441        | 50,55        | 7 006       | 66,38       |
|                          | Céline Laurenties-Barrère | UDI                      | DVC                      | 5 441        | 50,55        | 7 006       | 66,38       |
|                          | Julien Lacroix            | PS                       | UG                       | 2 351        | 21,84        | 3 549       | 33,62       |
|                          | Corinne Marquerie         | PCF                      | UG                       | 2 351        | 21,84        | 3 549       | 33,62       |
|                          | Loïc Delchard             | RN                       | RN                       | 1 761        | 16,36        |             |             |
|                          | Laëtitia Rémy             | RN                       | RN                       | 1 761        | 16,36        |             |             |
|                          | Marlène Danflous          | EÉLV                     | ECO                      | 749          | 6,96         |             |             |
|                          | Laurent Miro              | EÉLV                     | ECO                      | 749          | 6,96         |             |             |
|                          | Fabien Lasserre           | LFI                      | FI                       | 462          | 4,29         |             |             |
|                          | Sylvia Ramos              | LFI                      | FI                       | 462          | 4,29         |             |             |
|                          |                           |                          |                          |              |              |             |             |
| Suffrages exprimés       | Suffrages exprimés        | Suffrages exprimés       | Suffrages exprimés       | 10 764       | 96,02        | 10 555      | 93,08       |
| Votes blancs             | Votes blancs              | Votes blancs             | Votes blancs             | 223          | 1,99         | 420         | 3,70        |
| Votes nuls               | Votes nuls                | Votes nuls               | Votes nuls               | 223          | 1,99         | 365         | 3,22        |
| Total                    | Total                     | Total                    | Total                    | 26 387       | 100          | 26 368      | 100         |
| Abstention               | Abstention                | Abstention               | Abstention               | 15 177       | 57,52        | 15 028      | 56,99       |
| Inscrits / participation | Inscrits / participation  | Inscrits / participation | Inscrits / participation | 11 210       | 42,48        | 11 340      | 43,01       |

### Canton de Toulouse-1
Sortants : Julien Klotz (PS) et Christine Stébenet (G.s).
| Candidats                | Candidats                | Partis                   | Nuance                   | Premier tour | Premier tour | Second tour | Second tour |
| Candidats                | Candidats                | Partis                   | Nuance                   | Voix         | %            | Voix        | %           |
| ------------------------ | ------------------------ | ------------------------ | ------------------------ | ------------ | ------------ | ----------- | ----------- |
|                          | Isabelle Hardy           | G.s                      | UG                       | 3 243        | 33,83        | 4 936       | 58,73       |
|                          | Julien Klotz             | PS                       | UG                       | 3 243        | 33,83        | 4 936       | 58,73       |
|                          | François Benoît-Marquié  | EÉLV                     | ECO                      | 2 263        | 23,61        | 3 469       | 41,27       |
|                          | Clémentine Renaud        | EÉLV                     | ECO                      | 2 263        | 23,61        | 3 469       | 41,27       |
|                          | Marie-Claire Constans    | LREM                     | UCD                      | 1 550        | 16,17        |             |             |
|                          | Amokrane Sifer           | LR                       | UCD                      | 1 550        | 16,17        |             |             |
|                          | Théophane Moreau         | RN                       | RN                       | 1 172        | 12,23        |             |             |
|                          | Nadine Salkazanov        | RN                       | RN                       | 1 172        | 12,23        |             |             |
|                          | Victoria Scampa          | LFI                      | FI                       | 1 168        | 12,18        |             |             |
|                          | Nicolas Tissot           | DVG                      | FI                       | 1 168        | 12,18        |             |             |
|                          | Anne Boucher             | POID                     | EXG                      | 190          | 1,98         |             |             |
|                          | Julian Menendez          | POID                     | EXG                      | 190          | 1,98         |             |             |
|                          |                          |                          |                          |              |              |             |             |
| Suffrages exprimés       | Suffrages exprimés       | Suffrages exprimés       | Suffrages exprimés       | 9 586        | 97,11        | 8 405       | 87,22       |
| Votes blancs             | Votes blancs             | Votes blancs             | Votes blancs             | 160          | 1,62         | 812         | 8,43        |
| Votes nuls               | Votes nuls               | Votes nuls               | Votes nuls               | 125          | 1,27         | 420         | 4,36        |
| Total                    | Total                    | Total                    | Total                    | 29 806       | 100          | 29 813      | 100         |
| Abstention               | Abstention               | Abstention               | Abstention               | 19 935       | 66,88        | 20 176      | 67,68       |
| Inscrits / participation | Inscrits / participation | Inscrits / participation | Inscrits / participation | 9 871        | 33,12        | 9 637       | 32,32       |

### Canton de Toulouse-2
Sortants : Christine Courade (PS) et Jean-Michel Fabre (PS).
| Candidats                | Candidats                | Partis                   | Nuance                   | Premier tour | Premier tour | Second tour | Second tour |
| Candidats                | Candidats                | Partis                   | Nuance                   | Voix         | %            | Voix        | %           |
| ------------------------ | ------------------------ | ------------------------ | ------------------------ | ------------ | ------------ | ----------- | ----------- |
|                          | Christine Courade        | PS                       | UG                       | 3 349        | 35,41        | 4 915       | 58,56       |
|                          | Jean-Michel Fabre        | PS                       | UG                       | 3 349        | 35,41        | 4 915       | 58,56       |
|                          | Nathalie Fromont         | EÉLV                     | ECO                      | 2 418        | 25,57        | 3 478       | 41,44       |
|                          | Raphaël Négrini          | EÉLV                     | ECO                      | 2 418        | 25,57        | 3 478       | 41,44       |
|                          | Laurent Casbas           | DVD                      | UD                       | 1 642        | 17,36        |             |             |
|                          | Cécile Dufraisse         | LR                       | UD                       | 1 642        | 17,36        |             |             |
|                          | Jacques Bertrand         | RN                       | RN                       | 1 030        | 10,89        |             |             |
|                          | Francine Le Goff         | RN                       | RN                       | 1 030        | 10,89        |             |             |
|                          | Circé Collongeon         | DVG                      | FI                       | 791          | 8,36         |             |             |
|                          | Dominique Maréchau       | LFI                      | FI                       | 791          | 8,36         |             |             |
|                          | Emmanuel Cordier         | SE                       | DIV                      | 228          | 2,41         |             |             |
|                          | Véronique Steinmann      | SE                       | DIV                      | 228          | 2,41         |             |             |
|                          |                          |                          |                          |              |              |             |             |
| Suffrages exprimés       | Suffrages exprimés       | Suffrages exprimés       | Suffrages exprimés       | 9 458        | 96,50        | 8 393       | 86,99       |
| Votes blancs             | Votes blancs             | Votes blancs             | Votes blancs             | 232          | 2,37         | 883         | 9,15        |
| Votes nuls               | Votes nuls               | Votes nuls               | Votes nuls               | 111          | 1,13         | 372         | 3,86        |
| Total                    | Total                    | Total                    | Total                    | 28 148       | 100          | 28 150      | 100         |
| Abstention               | Abstention               | Abstention               | Abstention               | 18 347       | 65,18        | 18 502      | 65,73       |
| Inscrits / participation | Inscrits / participation | Inscrits / participation | Inscrits / participation | 9 801        | 34,82        | 9 648       | 34,27       |

### Canton de Toulouse-3
Sortants : Anne Boyer (PS) et Alain Gabrieli (PS).
| Candidats                | Candidats                | Partis                   | Nuance                   | Premier tour | Premier tour | Second tour | Second tour |
| Candidats                | Candidats                | Partis                   | Nuance                   | Voix         | %            | Voix        | %           |
| ------------------------ | ------------------------ | ------------------------ | ------------------------ | ------------ | ------------ | ----------- | ----------- |
|                          | Anne Boyer               | PS                       | UG                       | 2 837        | 28,36        | 4 665       | 54,68       |
|                          | Alain Gabrieli           | PS                       | UG                       | 2 837        | 28,36        | 4 665       | 54,68       |
|                          | Kavout Mahy              | EÉLV                     | ECO                      | 2 482        | 24,81        | 3 866       | 45,32       |
|                          | Jean-Charles Valadier    | EÉLV                     | ECO                      | 2 482        | 24,81        | 3 866       | 45,32       |
|                          | Patrice Demay            | LR                       | DVD                      | 1 637        | 16,36        |             |             |
|                          | Stéphanie Respaud-Hézard | LR                       | DVD                      | 1 637        | 16,36        |             |             |
|                          | Julien Boscherie         | MoDem                    | UC                       | 1 230        | 12,29        |             |             |
|                          | Marine Tixier            | MoDem                    | UC                       | 1 230        | 12,29        |             |             |
|                          | Aline Combres            | LFI                      | FI                       | 958          | 9,58         |             |             |
|                          | Antoine Toulza           | LFI                      | FI                       | 958          | 9,58         |             |             |
|                          | Michel Autissier         | RN                       | RN                       | 861          | 8,61         |             |             |
|                          | Claire-Lise Bouton       | RN                       | RN                       | 861          | 8,61         |             |             |
|                          |                          |                          |                          |              |              |             |             |
| Suffrages exprimés       | Suffrages exprimés       | Suffrages exprimés       | Suffrages exprimés       | 10 005       | 97,72        | 8 531       | 86,35       |
| Votes blancs             | Votes blancs             | Votes blancs             | Votes blancs             | 145          | 1,42         | 973         | 9,85        |
| Votes nuls               | Votes nuls               | Votes nuls               | Votes nuls               | 88           | 0,86         | 376         | 3,81        |
| Total                    | Total                    | Total                    | Total                    | 28 087       | 100          | 28 078      | 100         |
| Abstention               | Abstention               | Abstention               | Abstention               | 17 849       | 63,55        | 18 198      | 64,81       |
| Inscrits / participation | Inscrits / participation | Inscrits / participation | Inscrits / participation | 10 238       | 36,45        | 9 880       | 35,19       |

### Canton de Toulouse-4
Sortants : André Ducap (LR) et Jacqueline Winnepenninckx-Kieser (MoDem)
| Candidats                | Candidats                        | Partis                   | Nuance                   | Premier tour | Premier tour | Second tour | Second tour |
| Candidats                | Candidats                        | Partis                   | Nuance                   | Voix         | %            | Voix        | %           |
| ------------------------ | -------------------------------- | ------------------------ | ------------------------ | ------------ | ------------ | ----------- | ----------- |
|                          | Inès Goffre-Pedrosa              | PCF                      | UG                       | 3 087        | 28,98        | 4 629       | 54,45       |
|                          | Aurélien Taravella               | PP                       | UG                       | 3 087        | 28,98        | 4 629       | 54,45       |
|                          | Charles Guillou                  | EÉLV                     | ECO                      | 2 612        | 24,52        | 3 872       | 45,55       |
|                          | Gisèle Verniol                   | DVG                      | ECO                      | 2 612        | 24,52        | 3 872       | 45,55       |
|                          | Bernard Cabrières                | LREM                     | UC                       | 2 062        | 19,36        |             |             |
|                          | Jacqueline Winnepenninckx-Kieser | MoDem                    | UC                       | 2 062        | 19,36        |             |             |
|                          | Julien Grandchamp de Cueille     | UDI                      | UD                       | 1 828        | 17,16        |             |             |
|                          | Marie-Hélène Mayeux-Bouchard     | LR                       | UD                       | 1 828        | 17,16        |             |             |
|                          | Marie Ruatta                     | RN                       | RN                       | 1 064        | 9,99         |             |             |
|                          | Antoine Sibra-Perinotti          | RN                       | RN                       | 1 064        | 9,99         |             |             |
|                          |                                  |                          |                          |              |              |             |             |
| Suffrages exprimés       | Suffrages exprimés               | Suffrages exprimés       | Suffrages exprimés       | 10 653       | 97,93        | 8 501       | 81,02       |
| Votes blancs             | Votes blancs                     | Votes blancs             | Votes blancs             | 138          | 1,27         | 1 453       | 13,85       |
| Votes nuls               | Votes nuls                       | Votes nuls               | Votes nuls               | 87           | 0,80         | 538         | 5,13        |
| Total                    | Total                            | Total                    | Total                    | 29 134       | 100          | 29 139      | 100         |
| Abstention               | Abstention                       | Abstention               | Abstention               | 18 256       | 62,66        | 18 647      | 63,99       |
| Inscrits / participation | Inscrits / participation         | Inscrits / participation | Inscrits / participation | 10 878       | 37,34        | 10 492      | 36,01       |

### Canton de Toulouse-5
Sortants : Patrick Pignard (PS) et Paulette Salles (PS).
| Candidats                | Candidats                | Partis                   | Nuance                   | Premier tour | Premier tour | Second tour | Second tour |
| Candidats                | Candidats                | Partis                   | Nuance                   | Voix         | %            | Voix        | %           |
| ------------------------ | ------------------------ | ------------------------ | ------------------------ | ------------ | ------------ | ----------- | ----------- |
|                          | Mourad Fellah            | G.s                      | UG                       | 2 099        | 33,94        | 3 032       | 54,82       |
|                          | Anaïs Saint-Aubain       | PCF                      | UG                       | 2 099        | 33,94        | 3 032       | 54,82       |
|                          | Meryl Srocynski          | EÉLV                     | ECO                      | 1 738        | 28,10        | 2 499       | 45,18       |
|                          | Julien Viguier           | EÉLV                     | ECO                      | 1 738        | 28,10        | 2 499       | 45,18       |
|                          | Alienor de Rostolan      | LR                       | UCD                      | 1 148        | 18,56        |             |             |
|                          | Loïc Ferrieu             | Agir                     | UCD                      | 1 148        | 18,56        |             |             |
|                          | Thomas Barkats           | RN                       | RN                       | 666          | 10,77        |             |             |
|                          | Audrey Bibollet          | RN                       | RN                       | 666          | 10,77        |             |             |
|                          | Mostafa Fourkani         | DVG                      | FI                       | 533          | 8,62         |             |             |
|                          | Judith Humery            | DVG                      | FI                       | 533          | 8,62         |             |             |
|                          |                          |                          |                          |              |              |             |             |
| Suffrages exprimés       | Suffrages exprimés       | Suffrages exprimés       | Suffrages exprimés       | 6 184        | 97,02        | 5 531       | 87,39       |
| Votes blancs             | Votes blancs             | Votes blancs             | Votes blancs             | 116          | 1,82         | 571         | 9,02        |
| Votes nuls               | Votes nuls               | Votes nuls               | Votes nuls               | 74           | 1,16         | 227         | 3,59        |
| Total                    | Total                    | Total                    | Total                    | 6 374        | 100          | 19 115      | 100         |
| Abstention               | Abstention               | Abstention               | Abstention               | 12 731       | 66,64        | 12 786      | 66,89       |
| Inscrits / participation | Inscrits / participation | Inscrits / participation | Inscrits / participation | 6 374        | 33,36        | 6 329       | 33,11       |

### Canton de Toulouse-6
Sortants : Zohra El Khouacheri (PS) et Jean-Louis Llorca (PS).
| Candidats                | Candidats                | Partis                   | Nuance                   | Premier tour | Premier tour | Second tour | Second tour |
| Candidats                | Candidats                | Partis                   | Nuance                   | Voix         | %            | Voix        | %           |
| ------------------------ | ------------------------ | ------------------------ | ------------------------ | ------------ | ------------ | ----------- | ----------- |
|                          | Zohra El Kouacheri       | PS                       | UG                       | 2 147        | 33,20        | 3 918       | 61,96       |
|                          | Jean-Louis Llorca        | PS                       | UG                       | 2 147        | 33,20        | 3 918       | 61,96       |
|                          | Jean-François Audiguier  | LREM                     | UCD                      | 1 268        | 19,61        | 2 405       | 38,04       |
|                          | Nina Ochoa               | LR                       | UCD                      | 1 268        | 19,61        | 2 405       | 38,04       |
|                          | Ken Iwasaki              | EÉLV                     | ECO                      | 1 244        | 19,24        |             |             |
|                          | Francine Rey             | DVG                      | ECO                      | 1 244        | 19,24        |             |             |
|                          | Eliane Bénazet           | RN                       | RN                       | 1 062        | 16,42        |             |             |
|                          | Pascal Jarrosson         | RN                       | RN                       | 1 062        | 16,42        |             |             |
|                          | Karine Bellemare         | DVG                      | FI                       | 745          | 11,52        |             |             |
|                          | Julien Kebalo            | DVG                      | FI                       | 745          | 11,52        |             |             |
|                          |                          |                          |                          |              |              |             |             |
| Suffrages exprimés       | Suffrages exprimés       | Suffrages exprimés       | Suffrages exprimés       | 6 466        | 96,42        | 6 323       | 91,84       |
| Votes blancs             | Votes blancs             | Votes blancs             | Votes blancs             | 145          | 2,16         | 360         | 5,23        |
| Votes nuls               | Votes nuls               | Votes nuls               | Votes nuls               | 95           | 1,42         | 202         | 2,93        |
| Total                    | Total                    | Total                    | Total                    | 26 572       | 100          | 26 576      | 100         |
| Abstention               | Abstention               | Abstention               | Abstention               | 19 866       | 74,76        | 19 691      | 74,09       |
| Inscrits / participation | Inscrits / participation | Inscrits / participation | Inscrits / participation | 6 706        | 25,24        | 6 885       | 25,91       |

### Canton de Toulouse-7
Sortants : Camille Pouponneau (PS) et Arnaud Simion (PS).
| Candidats                | Candidats                | Partis                   | Nuance                   | Premier tour | Premier tour | Second tour | Second tour |
| Candidats                | Candidats                | Partis                   | Nuance                   | Voix         | %            | Voix        | %           |
| ------------------------ | ------------------------ | ------------------------ | ------------------------ | ------------ | ------------ | ----------- | ----------- |
|                          | Laurence Degers          | DVG                      | UG                       | 5 548        | 43,05        | 7 896       | 64,64       |
|                          | Arnaud Simion            | PS                       | UG                       | 5 548        | 43,05        | 7 896       | 64,64       |
|                          | Thomas Lamy              | LREM                     | UCD                      | 2 235        | 17,34        | 4 320       | 35,36       |
|                          | Anne-Marie Quarrato      | LR                       | UCD                      | 2 235        | 17,34        | 4 320       | 35,36       |
|                          | Stefano Matthia          | RN                       | RN                       | 2 198        | 17,06        |             |             |
|                          | Nicole Rigault           | RN                       | RN                       | 2 198        | 17,06        |             |             |
|                          | Anaïs Jalouneix          | EÉLV                     | DIV                      | 2 079        | 16,13        |             |             |
|                          | Baptiste Labbat          | EÉLV                     | DIV                      | 2 079        | 16,13        |             |             |
|                          | François Lépineux        | DVG                      | FI                       | 827          | 6,42         |             |             |
|                          | Nathalie Oustric         | LFI                      | FI                       | 827          | 6,42         |             |             |
|                          |                          |                          |                          |              |              |             |             |
| Suffrages exprimés       | Suffrages exprimés       | Suffrages exprimés       | Suffrages exprimés       | 12 887       | 96,42        | 12 216      | 92,62       |
| Votes blancs             | Votes blancs             | Votes blancs             | Votes blancs             | 298          | 2,23         | 557         | 4,22        |
| Votes nuls               | Votes nuls               | Votes nuls               | Votes nuls               | 181          | 1,35         | 416         | 3,15        |
| Total                    | Total                    | Total                    | Total                    | 36 057       | 100          | 36 072      | 100         |
| Abstention               | Abstention               | Abstention               | Abstention               | 22 691       | 62,93        | 22 883      | 63,44       |
| Inscrits / participation | Inscrits / participation | Inscrits / participation | Inscrits / participation | 13 366       | 37,07        | 13 189      | 36,56       |

### Canton de Toulouse-8
Sortants : Marie-Claude Farcy (PS) et Vincent Gibert (PS).
| Candidats                | Candidats                | Partis                   | Nuance                   | Premier tour | Premier tour | Second tour | Second tour |
| Candidats                | Candidats                | Partis                   | Nuance                   | Voix         | %            | Voix        | %           |
| ------------------------ | ------------------------ | ------------------------ | ------------------------ | ------------ | ------------ | ----------- | ----------- |
|                          | Marie-Claude Farcy       | PS                       | UG                       | 3 043        | 33,45        | 5 368       | 60,50       |
|                          | Vincent Gibert           | PS                       | UG                       | 3 043        | 33,45        | 5 368       | 60,50       |
|                          | Maxime Boyer             | LR                       | UCD                      | 2 046        | 22,49        | 3 505       | 39,50       |
|                          | Laurence Leroy           | MoDem                    | UCD                      | 2 046        | 22,49        | 3 505       | 39,50       |
|                          | Karine Laffitte          | EÉLV                     | ECO                      | 1 824        | 20,05        |             |             |
|                          | Florent Lepeytre         | EÉLV                     | ECO                      | 1 824        | 20,05        |             |             |
|                          | Quentin Lamotte          | RN                       | RN                       | 1 479        | 16,26        |             |             |
|                          | Katia Riegel             | RN                       | RN                       | 1 479        | 16,26        |             |             |
|                          | Quentin Peyras           | LFI                      | FI                       | 706          | 7,76         |             |             |
|                          | Anne Stembach-Terrenoir  | LFI                      | FI                       | 706          | 7,76         |             |             |
|                          |                          |                          |                          |              |              |             |             |
| Suffrages exprimés       | Suffrages exprimés       | Suffrages exprimés       | Suffrages exprimés       | 9 098        | 96,99        | 8 873       | 93,25       |
| Votes blancs             | Votes blancs             | Votes blancs             | Votes blancs             | 158          | 1,68         | 423         | 4,45        |
| Votes nuls               | Votes nuls               | Votes nuls               | Votes nuls               | 124          | 1,32         | 219         | 2,30        |
| Total                    | Total                    | Total                    | Total                    | 33 943       | 100          | 33 953      | 100         |
| Abstention               | Abstention               | Abstention               | Abstention               | 24 563       | 72,37        | 24 438      | 71,98       |
| Inscrits / participation | Inscrits / participation | Inscrits / participation | Inscrits / participation | 9 380        | 27,63        | 9 515       | 28,02       |

### Canton de Toulouse-9
Sortants : Jean-Jacques Mirassou (PS)  et Marie-Dominique Vézian (PS).
| Candidats                | Candidats                  | Partis                   | Nuance                   | Premier tour | Premier tour | Second tour | Second tour |
| Candidats                | Candidats                  | Partis                   | Nuance                   | Voix         | %            | Voix        | %           |
| ------------------------ | -------------------------- | ------------------------ | ------------------------ | ------------ | ------------ | ----------- | ----------- |
|                          | Caroline Honvault          | DVG                      | DVG                      | 3 053        | 23,88        | 6 092       | 52,00       |
|                          | Marc Péré                  | DVG                      | DVG                      | 3 053        | 23,88        | 6 092       | 52,00       |
|                          | Pierre-Nicolas Bapt        | PRG                      | UG                       | 2 929        | 22,91        | 5 623       | 48,00       |
|                          | Cécile Ramos               | PS                       | UG                       | 2 929        | 22,91        | 5 623       | 48,00       |
|                          | Elisabeth Matak            | EÉLV                     | ECO                      | 2 066        | 16,16        |             |             |
|                          | Malik Pavaux               | EÉLV                     | ECO                      | 2 066        | 16,16        |             |             |
|                          | Nadine Bressolles          | RN                       | RN                       | 1 855        | 14,51        |             |             |
|                          | Ahmed Saadna               | RN                       | RN                       | 1 855        | 14,51        |             |             |
|                          | Louis-Charles Giraud-Morel | LR                       | LR                       | 1 454        | 11,37        |             |             |
|                          | Claire Lafargue            | LR                       | LR                       | 1 454        | 11,37        |             |             |
|                          | Hélène Costes-Dandurand    | DVC                      | UC                       | 1 428        | 11,17        |             |             |
|                          | Damien Verbiguié           | MoDem                    | UC                       | 1 428        | 11,17        |             |             |
|                          |                            |                          |                          |              |              |             |             |
| Suffrages exprimés       | Suffrages exprimés         | Suffrages exprimés       | Suffrages exprimés       | 12 785       | 97,45        | 11 715      | 88,22       |
| Votes blancs             | Votes blancs               | Votes blancs             | Votes blancs             | 191          | 1,46         | 1 052       | 7,92        |
| Votes nuls               | Votes nuls                 | Votes nuls               | Votes nuls               | 144          | 1,10         | 513         | 3,86        |
| Total                    | Total                      | Total                    | Total                    | 35 879       | 100          | 35 969      | 100         |
| Abstention               | Abstention                 | Abstention               | Abstention               | 22 759       | 63,43        | 22 689      | 63,08       |
| Inscrits / participation | Inscrits / participation   | Inscrits / participation | Inscrits / participation | 13 120       | 36,57        | 13 280      | 36,92       |

### Canton de Toulouse-10
Sortants : Jean-Baptiste de Scorraille (LR) et Sophie Lamant (UDI).
| Candidats                | Candidats                   | Partis                   | Nuance                   | Premier tour | Premier tour | Second tour | Second tour |
| Candidats                | Candidats                   | Partis                   | Nuance                   | Voix         | %            | Voix        | %           |
| ------------------------ | --------------------------- | ------------------------ | ------------------------ | ------------ | ------------ | ----------- | ----------- |
|                          | Jean-Baptiste de Scorraille | LR                       | UD                       | 6 563        | 40,03        | 8 748       | 54,72       |
|                          | Sophie Lamant               | UDI                      | UD                       | 6 563        | 40,03        | 8 748       | 54,72       |
|                          | Sandrine Franchomme         | DVG                      | UG                       | 4 614        | 28,14        | 7 238       | 45,28       |
|                          | Axel Loscertales            | PCF                      | UG                       | 4 614        | 28,14        | 7 238       | 45,28       |
|                          | Marine Failletaz            | EÉLV                     | ECO                      | 2 909        | 17,74        |             |             |
|                          | Simon Mirouze               | EÉLV                     | ECO                      | 2 909        | 17,74        |             |             |
|                          | Paulette Buira              | RN                       | RN                       | 2 309        | 14,08        |             |             |
|                          | Michaël Paille              | RN                       | RN                       | 2 309        | 14,08        |             |             |
|                          |                             |                          |                          |              |              |             |             |
| Suffrages exprimés       | Suffrages exprimés          | Suffrages exprimés       | Suffrages exprimés       | 16 395       | 97,26        | 15 986      | 94,55       |
| Votes blancs             | Votes blancs                | Votes blancs             | Votes blancs             | 294          | 1,76         | 585         | 3,46        |
| Votes nuls               | Votes nuls                  | Votes nuls               | Votes nuls               | 168          | 0,98         | 337         | 1,99        |
| Total                    | Total                       | Total                    | Total                    | 41 771       | 100          | 41 764      | 100         |
| Abstention               | Abstention                  | Abstention               | Abstention               | 24 914       | 59,64        | 24 856      | 59,52       |
| Inscrits / participation | Inscrits / participation    | Inscrits / participation | Inscrits / participation | 16 857       | 40,36        | 16 908      | 40,48       |

### Canton de Toulouse-11
Sortants : Serban Iclanzan (DVD) et Marion Lalanne de Laubadère (DVD).
| Candidats                | Candidats                | Partis                   | Nuance                   | Premier tour | Premier tour | Second tour | Second tour |
| Candidats                | Candidats                | Partis                   | Nuance                   | Voix         | %            | Voix        | %           |
| ------------------------ | ------------------------ | ------------------------ | ------------------------ | ------------ | ------------ | ----------- | ----------- |
|                          | Christophe Lubac         | G.s                      | UG                       | 3 056        | 31,76        | 5 204       | 55,17       |
|                          | Lauriane Masella         | MRC                      | UG                       | 3 056        | 31,76        | 5 204       | 55,17       |
|                          | Sylvie Brot              | LREM                     | UCD                      | 2 831        | 29,42        | 4 229       | 44,83       |
|                          | Sébastien Cazaulon       | LR                       | UCD                      | 2 831        | 29,42        | 4 229       | 44,83       |
|                          | Henri Arévalo            | EÉLV                     | ECO                      | 1 987        | 20,65        |             |             |
|                          | Michèle Bleuse           | EÉLV                     | ECO                      | 1 987        | 20,65        |             |             |
|                          | Diane de Chambon         | RN                       | RN                       | 1 135        | 11,80        |             |             |
|                          | David Montassier         | RN                       | RN                       | 1 135        | 11,80        |             |             |
|                          | David Marmouget          | LFI                      | FI                       | 613          | 6,37         |             |             |
|                          | Laure Tachoires          | LFI                      | FI                       | 613          | 6,37         |             |             |
|                          |                          |                          |                          |              |              |             |             |
| Suffrages exprimés       | Suffrages exprimés       | Suffrages exprimés       | Suffrages exprimés       | 9 622        | 97,20        | 9 433       | 93,52       |
| Votes blancs             | Votes blancs             | Votes blancs             | Votes blancs             | 166          | 1,68         | 420         | 4,16        |
| Votes nuls               | Votes nuls               | Votes nuls               | Votes nuls               | 111          | 1,12         | 234         | 2,32        |
| Total                    | Total                    | Total                    | Total                    | 27 824       | 100          | 27 826      | 100         |
| Abstention               | Abstention               | Abstention               | Abstention               | 17 925       | 64,42        | 17 739      | 63,75       |
| Inscrits / participation | Inscrits / participation | Inscrits / participation | Inscrits / participation | 9 899        | 35,58        | 10 087      | 36,25       |

### Canton de Tournefeuille
Sortants : Isabelle Rolland (PS) et Dominique Fouchier (PS).
| Candidats                | Candidats                 | Partis                   | Nuance                   | Premier tour | Premier tour | Second tour | Second tour |
| Candidats                | Candidats                 | Partis                   | Nuance                   | Voix         | %            | Voix        | %           |
| ------------------------ | ------------------------- | ------------------------ | ------------------------ | ------------ | ------------ | ----------- | ----------- |
|                          | Martine Croquette         | PCF                      | UG                       | 4 482        | 31,07        | 7 326       | 53,53       |
|                          | Dominique Fouchier        | PS                       | UG                       | 4 482        | 31,07        | 7 326       | 53,53       |
|                          | Aurélien Andreu-Seigné    | Agir                     | UC                       | 4 114        | 28,52        | 6 361       | 46,47       |
|                          | Elisabeth Tourneix-Pallme | LREM                     | UC                       | 4 114        | 28,52        | 6 361       | 46,47       |
|                          | Anissa Saidani            | EÉLV                     | ECO                      | 2 460        | 17,05        |             |             |
|                          | Rémy Sebastia             | EÉLV                     | ECO                      | 2 460        | 17,05        |             |             |
|                          | Éric Marietta             | RN                       | RN                       | 2 459        | 17,05        |             |             |
|                          | Régine Rivière            | RN                       | RN                       | 2 459        | 17,05        |             |             |
|                          | Elsa Galataud             | DVG                      | FI                       | 910          | 6,31         |             |             |
|                          | Agapito Silveira          | LFI                      | FI                       | 910          | 6,31         |             |             |
|                          |                           |                          |                          |              |              |             |             |
| Suffrages exprimés       | Suffrages exprimés        | Suffrages exprimés       | Suffrages exprimés       | 14 425       | 97,13        | 13 687      | 93,02       |
| Votes blancs             | Votes blancs              | Votes blancs             | Votes blancs             | 255          | 1,72         | 664         | 4,51        |
| Votes nuls               | Votes nuls                | Votes nuls               | Votes nuls               | 171          | 1,15         | 363         | 2,47        |
| Total                    | Total                     | Total                    | Total                    | 39 643       | 100          | 39 643      | 100         |
| Abstention               | Abstention                | Abstention               | Abstention               | 24 792       | 62,54        | 24 929      | 62,88       |
| Inscrits / participation | Inscrits / participation  | Inscrits / participation | Inscrits / participation | 14 851       | 37,46        | 14 714      | 37,12       |

### Canton de Villemur-sur-Tarn
Sortants : Ghislaine Cabessut (PS) et Jean-Luc Raysseguier (PS).
| Candidats                | Candidats                | Partis                   | Nuance                   | Premier tour | Premier tour | Second tour | Second tour |
| Candidats                | Candidats                | Partis                   | Nuance                   | Voix         | %            | Voix        | %           |
| ------------------------ | ------------------------ | ------------------------ | ------------------------ | ------------ | ------------ | ----------- | ----------- |
|                          | Karine Barrière          | DVD                      | DVC                      | 3 040        | 27,11        | 5 724       | 55,22       |
|                          | Jean-Marc Dumoulin       | UDI                      | DVC                      | 3 040        | 27,11        | 5 724       | 55,22       |
|                          | François Bataille        | DVG                      | UG                       | 2 665        | 23,76        | 4 641       | 44,78       |
|                          | Céline Croisier          | PCF                      | UG                       | 2 665        | 23,76        | 4 641       | 44,78       |
|                          | Nicole Izard             | RN                       | RN                       | 2 658        | 23,70        |             |             |
|                          | Julien Leonardelli       | RN                       | RN                       | 2 658        | 23,70        |             |             |
|                          | Bertrand Dubaele         | EÉLV                     | ECO                      | 1 313        | 11,71        |             |             |
|                          | Catherine Letondal       | EÉLV                     | ECO                      | 1 313        | 11,71        |             |             |
|                          | Nicolas Bonleux          | LR                       | LR                       | 1 031        | 9,19         |             |             |
|                          | Céline Puechagut         | LR                       | LR                       | 1 031        | 9,19         |             |             |
|                          | Serge Davoust            | LFI                      | FI                       | 508          | 4,53         |             |             |
|                          | Véronique Moulinier      | LFI                      | FI                       | 508          | 4,53         |             |             |
|                          |                          |                          |                          |              |              |             |             |
| Suffrages exprimés       | Suffrages exprimés       | Suffrages exprimés       | Suffrages exprimés       | 11 215       | 96,06        | 10 365      | 91,45       |
| Votes blancs             | Votes blancs             | Votes blancs             | Votes blancs             | 288          | 2,47         | 655         | 5,78        |
| Votes nuls               | Votes nuls               | Votes nuls               | Votes nuls               | 172          | 1,47         | 314         | 2,77        |
| Total                    | Total                    | Total                    | Total                    | 32 707       | 100          | 32 713      | 100         |
| Abstention               | Abstention               | Abstention               | Abstention               | 21 032       | 64,30        | 21 379      | 65,35       |
| Inscrits / participation | Inscrits / participation | Inscrits / participation | Inscrits / participation | 11 675       | 35,70        | 11 334      | 34,65       |